# Редмонд, Джемма
Джемма Редмонд (англ. Jemma Redmond; 16 марта 1978, Талла, Ленстер — 16 августа 2016) — ирландский биолог, новатор в области биотехнологии. Была соучредителем фирмы 3D-биопечати Ourobotics, которая разработала первый в мире биопринтер из десяти материалов. Редмонд разработала способ сохранения живых клеток при печати на 3D-принтерах, что сделало её ведущей фигурой в ирландской науке и технике.

## Ранний период жизни
Родилась в Таллахте. Редмонд изучала прикладную физику в университете Роберта Гордона в Абердине в 2002 году. Позже она вернулась в университет, получив степень магистра в области нанобиологии в Университетском колледже Дублина в 2012 году, а также получила квалификацию в области управления проектами и электронной инженерии. Её интерес к науке был вызван, тем, что она — интерсекс, была бесплодна и мечтала научиться печатать на биопринтере матку

## Карьера
В 2008 году Редмонд создала компанию по производству торговых автоматов. В январе 2015 года, при поддержке SOSV, вместе с Аланной Келли стала соосновательницей компании Ourobotics. Келли подала в отставку с поста директора в июле 2015 года. Тони Херберт, предприниматель и владелец компании по технической оптике Irish Precision Optics из Корка, стал директором Ourobotics в августе 2015 года, и компания переехала в здание компании по производству оптики в Корке. Редмонд разработала и выпустила на рынок два биопринтера, включая, в 2016 году, принтер, способный печатать ткани человека, при этом, по гораздо более низкой цене, чем предыдущие биопринтеры. Первое устройство Редмонд напечатало палец, который Падрайг Белтон назвал «мягким ответом тем, кто назвал печать органов такой сложности невозможной».
В январе 2016 года компания заняла первое место в престижном международном конкурсе Silicon Valley Open Doors Europe. Компания также была выбрана в рамках программы по работе со стартапами Google.

## Смерть
Редмонд умерла в августе 2016 года. Ее мать описала это как «трагический несчастный случай».